# Atletica leggera ai XVIII Giochi del Mediterraneo - 100 metri piani maschili
Le gare dei 100 metri piani maschili ai XVIII Giochi del Mediterraneo si sono svolte il 27 e il 28 giugno 2018 presso l'Estadio de Atletismo de Campclar di Tarragona.

## Calendario
| Data      | Ora   | Turno      |
| --------- | ----- | ---------- |
| 27 giugno | 20:30 | Semifinali |
| 28 giugno | 21:25 | Finale     |

## Risultati

### Semifinali
I primi 2 classificati di ogni batteria (Q) e i 2 migliori tempi (q) si qualificano alla finale.
| Vento: | Batteria 1: –2,4 m/s | Batteria 2: –2,2 m/s | Batteria 3: –1,8 m/s |

| Pos. | Batteria | Nome                  | Nazionalità | Tempo | Note |
| ---- | -------- | --------------------- | ----------- | ----- | ---- |
| 1    | 1        | Jak Ali Harvey        | Turchia     | 10"34 | Q    |
| 2    | 2        | Federico Cattaneo     | Italia      | 10"53 | Q    |
| 3    | 3        | Emre Zafer Barnes     | Turchia     | 10"56 | Q    |
| 4    | 2        | Ángel David Rodríguez | Spagna      | 10"64 | Q    |
| 4    | 2        | Ioannis Nyfantopoulos | Grecia      | 10"64 | q    |
| 6    | 2        | José Pedro Lopes      | Portogallo  | 10"66 | q    |
| 7    | 2        | Amaury Golitin        | Francia     | 10"67 |      |
| 8    | 1        | Diogo Antunes         | Portogallo  | 10"68 | Q    |
| 9    | 1        | Arián Téllez          | Spagna      | 10"70 |      |
| 10   | 3        | Mahmoud Hammoudi      | Algeria     | 10"72 | Q    |
| 11   | 3        | Paisios Dimitriadis   | Cipro       | 10"77 |      |
| 12   | 1        | Efthymios Stergioulis | Grecia      | 10"89 |      |
| 13   | 2        | Andreas Chatzitheori  | Cipro       | 10"94 |      |
| 14   | 3        | Francesco Molinari    | San Marino  | 11"13 |      |
| -    | 1        | Stewart Dutamby       | Francia     | dns   |      |
| -    | 3        | Ayman Elsaaid         | Egitto      | dns   |      |

### Finale
| Pos.    | Corsia | Nome                  | Nazionalità | Tempo           | Note              |
| ------- | ------ | --------------------- | ----------- | --------------- | ----------------- |
| Oro     | 4      | Jak Ali Harvey        | Turchia     | 10"10           | Record dei Giochi |
| Argento | 5      | Emre Zafer Barnes     | Turchia     | 10"32           |                   |
| Bronzo  | 3      | Federico Cattaneo     | Italia      | 10"37           |                   |
| 4       | 7      | Diogo Antunes         | Portogallo  | 10"41           |                   |
| 5       | 1      | José Pedro Lopes      | Portogallo  | 10"43           |                   |
| 6       | 6      | Ángel David Rodríguez | Spagna      | 10"49           |                   |
| 7       | 8      | Mahmoud Hammoudi      | Algeria     | 10"61           |                   |
| -       | 2      | Ioannis Nyfantopoulos | Grecia      | dq              | R162.7            |
|         |        |                       |             | Vento: –0,6 m/s |                   |